# Julián Cock Escobar
Julián Cock Escobar (Medellín, 20 de septiembre de 1906-¿?, siglo XX) fue un político y abogado colombiano, que ejerció como Registrador Nacional de Colombia entre 1949 y 1951. 

## Biografía
Hijo de Tomás Cock Valenzuela y María Antonia Escobar Montoya, era nieto del gobernador de Antioquia Julián Cock Bayer. Fue bachiller del Liceo de la Universidad de Antioquia y se graduó de abogado de la misma universidad en 1929. 
Después trabajó para la empresa Tejados Cock, perteneciente a su familia. Posteriormente, comenzó a trabajar en la gobernación de Antioquia y fue elegido al Concejo de Medellín en 1937, siendo reelegido en 1939. Fue asesor jurídico del Ferrocarril de Antioquia y su gerente por algún tiempo en 1945. 
Fue el primer Secretario General de la Registraduría Nacional y en 1949 se convirtió en Registrador Nacional, ejerciendo este cargo hasta 1951. Fue colaborador del periódico La Defensa, y se volvió su director entre 1953 y 1959. 
Fue notario en Medellín, Envigado, Bello, Fredonia y Turbo. Autor de varios ensayos sobre economía, suya es la obra "Préstamos en dinero, interés y usura", publicada en 1936. 